# Kirilovo (distrikt i Bulgarien, Jambol)
Kirilovo (bulgariska: Кирилово) är ett distrikt i Bulgarien.   Det ligger i kommunen Obsjtina Elchovo och regionen Jambol, i den östra delen av landet, 280 km öster om huvudstaden Sofia.
Trakten runt Kirilovo består till största delen av jordbruksmark. Runt Kirilovo är det ganska glesbefolkat, med 26 invånare per kvadratkilometer.